# Nina, Estland
Nina küla är en ort i Estland. Den ligger i Alatskivi kommun och landskapet Tartumaa, i den sydöstra delen av landet, 170 km sydost om huvudstaden Tallinn. Nina küla ligger 36 meter över havet och antalet invånare är 130. Den ligger vid sjön Peipus.
Terrängen runt Nina küla är platt, och sluttar österut.  Trakten runt Nina küla är nära nog obefolkad, med mindre än två invånare per kvadratkilometer. Närmaste större samhälle är Alatskivi, 3,9 km väster om Nina küla.